# Diatenopteryx sorbifolia
La maría preta, yvyra pi'u, (Diatenopteryx sorbifolia) es un árbol maderable, perteneciente a la familia de las Sapindaceae. Es nativa de las selvas tropicales de Perú, Paraguay, Brasil, Argentina, Bolivia, Guyana, en hábitats de 100 a 1800 m s. n. m.
Florece de septiembre a noviembre, fructificando de noviembre a enero 
Es una especie endémica de selvas primarias; con distribución alta e irregular, muy común en lo húmedo y con suelo fértil. Es heliófita y participa en los estratos superiores e intermedios del bosque alto.
Prefiere suelo profundo, fértil y drenado. Debe evitarse la plantación pura, recomendándola mixta asociada con spp. pioneras y/o en fajas sobre la vegetación original arbórea, plantada en línea o en grupo.
Tiene copa alargada, densa, con fuste largo y recto, con acanaladuras en toda su extensión. La madera es de color rosada amarillenta, olor inespecífico; y una densidad en g/cm³ de 0,8. 

## Usos
Tanto para leña como maderable en construcción civil, carpintería de cajas, carrocerías, implementos agrícolas, pisos, parqué, muebles finos, vigas, durmientes, revestimientos, chapas, láminas decorativas, cabos de herramientas.

## Fuentes

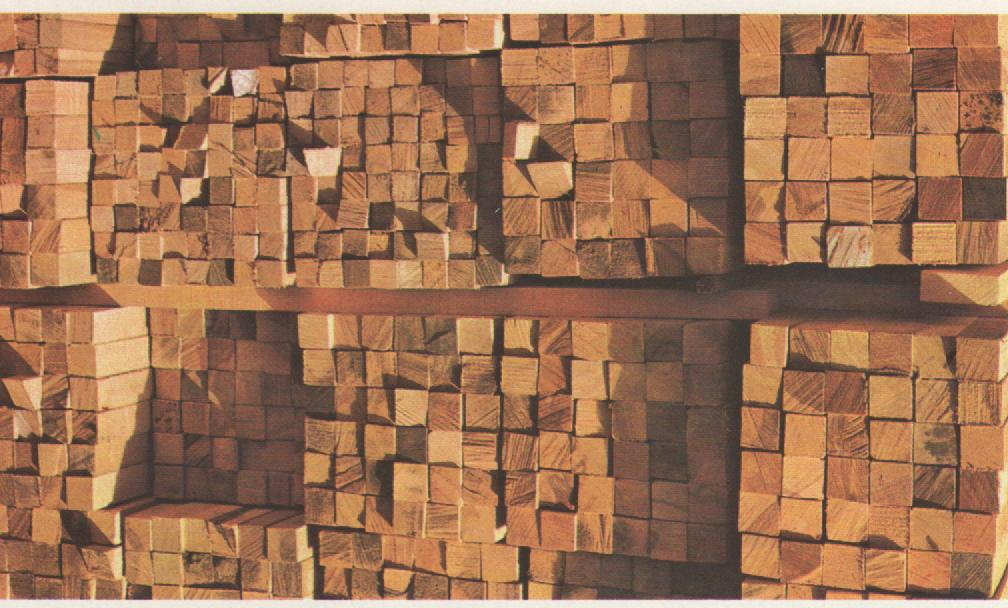
Tirantería en estacionamiento en un aserradero.